# Ефод

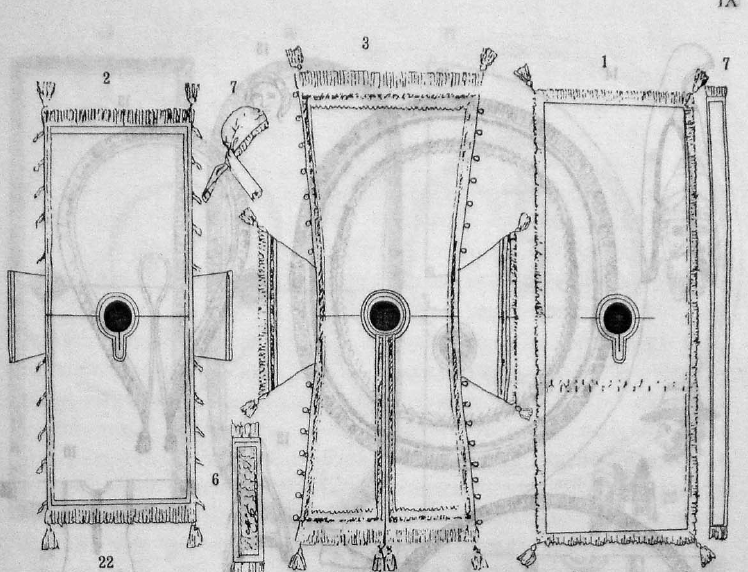
Эфоды. Изображение из книги академика Фартусова Руководство к писанию икон святых угодников Божиих в порядке дней года. Опыт пособия для иконописцев. издание 1910 года. Подпись под изображением:
Рисунок № 1. Верхняя одежда евреев — эфоды. Они имели продолговатую форму разного размера, — они были короткие, широкие, узкие и длинные, — посредине продолговатого полотна имели вырез, в который проходила голова. Когда надевали эфод на плечи, то один конец опускался на переднюю часть тела, а другой — на заднюю, по углам пришивались кисти. Какого бы цвета ни была эта одежда, в кистях всегда употреблялись синие нитки в память о грехах. Богатые люди роскошно украшали эфоды узорами, и эфоды у них были цветные, разнообразных цветов кроме красного. Бедный же народ носил эфоды короткие и узкие, но непременно с бахромой и по углам с кистями, с голубыми нитями. Рисунок № 2. Это тот же эфод, но только к нему на плечах пришивались два куска материи, как бы рукава, которые в Евангелии и Библии называются воскрилиями. По бокам этого длинного полотна пришивались пуговицы или крючки с петлями, на которые они застёгивались, или края завязывались тесьмой. Рисунок № 3. Эта одежда называлась ризой. Это тот же эфод, но с широкими воскрилиями и на передней части имеет от выреза для головы разрез донизу, и надевается не через голову, а прямо на плечи.

Ефо́д или эфо́д (ивр. אֵפוֹד‎, эфод) — существует несколько значений данного слова:
1. В древнем Израиле — часть облачения первосвященника, надеваемого при богослужении. Ефод изготовляли из двух полотнищ дорогой материи, сотканной из золотых нитей, виссона (тонкого кручёного льна) и шерсти голубого, пурпурного и червлёного цветов. Он покрывал только грудь и спину (см. казула). Переднее и заднее полотнища соединялись на плечах двумя нарамниками, на каждом из которых крепился оправленный в золото камень оникс с именами колен Израилевых (Исх. 28:6—14, Исх. 39:2—7). На ефоде золотыми цепочками крепился наперсник, небольшой квадратный кусок ткани из шерсти и льна, на котором были закреплены двенадцать различных драгоценных камней с именами 12 колен Израиля; в наперсник также вкладывались урим и туммим — предметы, при помощи которых первосвященник от имени народа или царя вопрошал Бога (Чис. 27:21). По-видимому, именно в этой связи упоминается ефод в 1Цар. 23:6—23; 30:7.
2. Простой льняной Ефод (эфод бад), который принадлежал к облачению прочих священников (1Цар. 22:18). Такой Ефод носил юный Самуил (1Цар. 2:18). В Ефод был облачён и Давид, когда перевозил ковчег завета в Иерусалим (2Цар. 6:14).
3. На ассирийских клинописных табличках XIX в. до н. э. и в угаритских текстах XV в. до н. э. упоминается эпаду — одежда, которую носили преимущественно женщины.
4. В некоторых местах Библии Ефод упоминается в сочетании с домашними идолами (терафимами) — Суд. 17:5; 18:14-20; Ос. 3:4. В этих случаях речь может идти об одеянии идола и, возможно, о самом идоле (Суд. 8:27).
5. Отец Ханниила, князя из колена Манассии (Чис. 34:23).